# Жёлтое пятно

Расположение жёлтого пятна на снимке глазного дна правого глаза (расположено латеральнее). Правее расположено слепое пятно (optic disk)

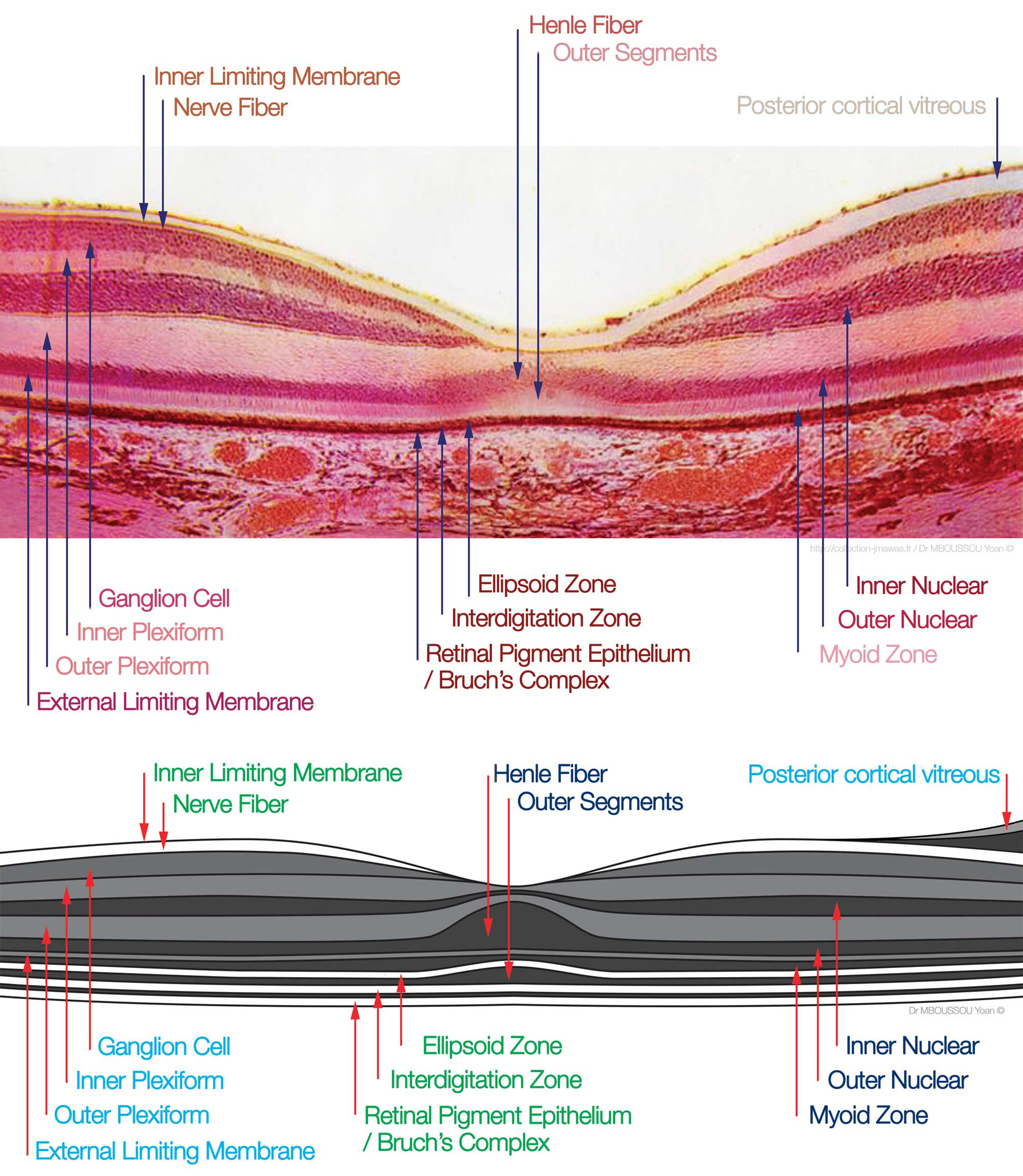
Структура жёлтого пятна на гистологическом срезе

Жёлтое пятно, макула (лат. macula lutea) — место наибольшей остроты зрения в сетчатке глаза позвоночных животных, в том числе человека. Обладает функцией центрального зрения. По форме овальное, расположено против зрачка, несколько выше места входа в глаз зрительного нерва; названо за характерный жёлтый оттенок, вызванный содержащимися в клетках пигментами лютеином и зеаксантином. В средней части пятна сетчатка сильно истончается, образуя центральную ямку (лат. fovea); в ней содержатся только фоторецепторы.

## Заболевания, патологии
Одной из патологий развития жёлтого тела является колобома, которая представляет собой светлый или желтоватый пигментированный очаг с резкими границами. Макулопатия различной этиологии, связанная с возрастными изменениями или применением определённых лекарственных препаратов, может приводить к значительной потере зрительной способности.
У детей жёлтое пятно формируется не сразу, и поэтому их глаза более уязвимы для негативного воздействия синей части спектра освещения (например, неудачно спроектированного искусственного).